# کنیشی انوموتو
کنیشی انوموتو (انگلیسی: Kenichi Enomoto؛ ۱۱ اکتبر ۱۹۰۴ – ۷ ژانویهٔ ۱۹۷۰) یک هنرپیشه اهل ژاپن بود.